# Julio Medem
Julio Medem Lafont Sanjuán Mendizabal (San Sebastian, 21 oktober 1958) is een Spaans filmregisseur.

## Loopbaan
Hij won meer dan 25 filmprijzen op filmfestivals verspreid over Europa, Noord-Amerika, Zuid-Amerika en Azië. Zo won hij in 1992 een Goya Award voor beste nieuwe regisseur voor Vacas en de jeugdprijs op het Filmfestival van Cannes 1993 voor La ardilla roja.

## Filmografie

### Lange speelfilms
- 1992: Vacas
- 1993: La ardilla roja
- 1996: Tierra
- 1998: Los amantes del Círculo Polar
- 2001: Lucía y el sexo
- 2003: La pelota vasca. La piel contra la piedra
- 2004: ¡Hay motivo!
- 2007: Caótica Ana
- 2010: Habitación en Roma
- 2012: 7 días en La Habana (segment Miércoles: "La tentación de Cecilia")
- 2015: Ma ma
- 2018: El árbol de la sangre

### Korte films
- 1974: El ciego
- 1977: El jueves pasado
- 1979: Fideos
- 1982: Teatro en Soria
- 1985: Patas en la cabeza
- 1987: Las seis en punta
- 1988: Martín